# Concordia Wiemelhausen
Concordia Wiemelhausen (offiziell: Concordia Wiemelhausen 08/10 e. V.) ist ein Sportverein aus dem Bochumer Stadtteil Wiemelhausen. Die erste Fußballmannschaft schaffte im Jahre 2024 den Aufstieg in die Oberliga Westfalen. Darüber hinaus unterhält der Sportverein Abteilungen für Beachvolleyball, Frauengymnastik, Schiedsrichterwesen und Freizeit- und Breitensport.

## Geschichte
Der Verein entstand in seiner heutigen Form im Jahre 1997 durch die Fusion der Vereine SV Concordia Bochum und DJK TuS Wiemelhausen. Der SV Concordia Bochum wurde im Jahre 1910 gegründet, während der Fusionspartner DJK TuS Wiemelhausen zwei Jahre früher gegründet wurde.

### SV Concordia Bochum 1910
Nach dem Ende des Zweiten Weltkrieges gelang der Concordia im Jahre 1949 der Aufstieg in die Bezirksklasse. Nach vielen Jahren mit unterschiedlichem Erfolg gelang der Concordia im Jahre 1960 der Aufstieg in die Landesliga. Nach nur einer Saison folgte der direkte Wiederabstieg, ehe die Bochumer im Jahre 1963 als abgeschlagener Tabellenletzter in die Kreisliga absteigen mussten. Fünf Jahre später erreichte der Verein mit dem Abstieg in die 2. Kreisklasse seinen sportlichen Tiefpunkt. Anfang der 1970er Jahre ging es für die Concordia wieder aufwärts. Im Jahre 1971 stieg die Mannschaft in die 1. Kreisklasse auf, ehe vier Jahre später der Sprung in die Bezirksklasse folgte.
Im Jahre 1978 wurden die Concorden Vizemeister hinter dem VfL Witten. Durch die Einführung der Oberliga Westfalen gab es einen erhöhten Aufstieg und die Bochumer setzten sich in der Aufstiegsrunde gemeinsam mit Schwarz-Weiß Frömern gegen den TSV Weißtal, VfL Schwerte und TuS Voßwinkel durch. Es folgten zehn Jahre in der Landesliga, in der die Mannschaft 1982 den dritten und ein Jahr später den vierten Platz erreichte. Zwei Abstiege in Folge brachten die Concordia im Jahre 1989 in die Kreisliga A, die abgesehen von der Bezirksligasaison 1995/96, zur sportlichen Heimat der Concorden wurde.

### DJK TuS Wiemelhausen 1908
Fusionspartner DJK TuS Wiemelhausen spielte jahrzehntelang lediglich auf Kreisebene. Erst im Jahre 1980 erreichte der Verein erstmals die Bezirksliga. Dort wurde die Mannschaft auf Anhieb Vizemeister hinter dem SV Gelsenkirchen-Hessler, bevor dann in der folgenden Saison 1981/82 der Aufstieg in die Landesliga gelang. Dort erreichte die Mannschaft in der Saison 1983/84 mit Platz acht ihren sportlichen Zenit, bevor es ein Jahr später wieder runter in die Bezirksliga ging. Im Jahre 1987 folgte der Abstieg in die Kreisliga A, wo die Mannschaft 1996 Vizemeister wurde.

### Concordia Wiemelhausen 08/10
Gleich in der ersten Saison nach der Fusion gelang 1998 der Aufstieg in die Bezirksliga, die drei Jahre lang gehalten werden konnte. Nach dem Abstieg dauerte es bis 2007, ehe der erneute Aufstieg in die Bezirksliga gelang. Im Jahre 2015 stieg die Concordia in die Landesliga auf. Dort wurden die Wiemelhausener auf Anhieb Vizemeister hinter dem Lüner SV und setzten sich in der folgenden Aufstiegsrunde mit 4:1 gegen den FC Lennestadt durch. Nach mehreren Jahren im Mittelfeld gelang im Jahre 2024 der Aufstieg in die Oberliga Westfalen. Am vorletzten Spieltag machte die Concordia durch ein 5:1 gegen den Lüner SV den Sprung in die höchste westfälische Amateurliga perfekt.

## Stadion
Die Heimspiele werden in der Sportanlage Glücksburger Straße ausgetragen. Das Stadion bietet Platz für 3.000 Zuschauer, inklusive 200 überdachter Sitzplätze (128 Sitzschalen und 72 Bankplätze). Es wird auf Kunstrasen gespielt. Die Spielfläche ist von einer zweispurigen Laufbahn umgeben und bietet im Osten eine Kugelstoßanlage sowie Beachvolleyball- und Boulespielflächen. Westlich der Sportanlage befindet sich noch ein Ascheplatz, welcher bei Heimspielen als Parkplatz genutzt werden kann.

## Persönlichkeiten
- Jens Grembowietz
- Julian Hettwer
- Willi Koslowski
- Werner Scholz
- Guido Silberbach
- Gerd Wiesemes